# 迪亞拉科羅 (馬里)
迪亞拉科羅（法語：Dialakoro），是馬里的城鎮，位於該國西南部，由錫卡索區的錫卡索省負責管轄，處於錫卡索西北面98公里，面積83平方公里，2009年人口6,893，人口密度每平方公里83人。